# Vallan Symms
Vallan Symms (Belize, 20 marzo 1980) è un ex calciatore beliziano, di ruolo difensore.

## Carriera

### Nazionale
Ha debuttato in Nazionale il 19 marzo 2000, in Belize-Guatemala (1-2). Ha messo a segno la sua prima rete con la maglia della selezione beliziana il 24 aprile 2001, nell'amichevole Belize-Nicaragua (2-0), siglando il gol del momentaneo 1-0 al minuto 37. È sceso in campo, con la selezione beliziana, nelle qualificazioni ai Mondiali 2002, 2006, 2014 e nelle Qualificazioni alla Gold Cup 2002 e 2005. Ha totalizzato, con la selezione beliziana, 20 presenze e 3 reti.

## Statistiche

### Cronologia presenze e reti in nazionale
| Cronologia completa delle presenze e delle reti in nazionale ― Belize | Cronologia completa delle presenze e delle reti in nazionale ― Belize | Cronologia completa delle presenze e delle reti in nazionale ― Belize | Cronologia completa delle presenze e delle reti in nazionale ― Belize | Cronologia completa delle presenze e delle reti in nazionale ― Belize | Cronologia completa delle presenze e delle reti in nazionale ― Belize | Cronologia completa delle presenze e delle reti in nazionale ― Belize | Cronologia completa delle presenze e delle reti in nazionale ― Belize |
| Data                                                                  | Città                                                                 | In casa                                                               | Risultato                                                             | Ospiti                                                                | Competizione                                                          | Reti                                                                  | Note                                                                  |
| --------------------------------------------------------------------- | --------------------------------------------------------------------- | --------------------------------------------------------------------- | --------------------------------------------------------------------- | --------------------------------------------------------------------- | --------------------------------------------------------------------- | --------------------------------------------------------------------- | --------------------------------------------------------------------- |
| 19-3-2000                                                             | San Pedro Sula                                                        | Belize                                                                | 1 – 2                                                                 | Guatemala                                                             | Qual. Mondiali 2002                                                   | -                                                                     |                                                                       |
| 16-4-2000                                                             | Orange Walk Town                                                      | Belize                                                                | 1 – 3                                                                 | El Salvador                                                           | Qual. Mondiali 2002                                                   | -                                                                     | 58’                                                                   |
| 20-5-2000                                                             | San Pedro Sula                                                        | Guatemala                                                             | 0 – 0                                                                 | Belize                                                                | Qual. Mondiali 2002                                                   | -                                                                     |                                                                       |
| 24-4-2001                                                             | Belize                                                                | Belize                                                                | 2 – 0                                                                 | Nicaragua                                                             | Amichevole                                                            | 1                                                                     |                                                                       |
| 26-4-2001                                                             | Belize                                                                | Belize                                                                | 2 – 1                                                                 | Nicaragua                                                             | Amichevole                                                            | 1                                                                     |                                                                       |
| 23-5-2001                                                             | San Pedro Sula                                                        | Costa Rica                                                            | 4 – 0                                                                 | Belize                                                                | Qual. Gold Cup 2002                                                   | -                                                                     |                                                                       |
| 25-5-2001                                                             | La Ceiba                                                              | Guatemala                                                             | 3 – 3                                                                 | Belize                                                                | Qual. Gold Cup 2002                                                   | -                                                                     |                                                                       |
| 17-4-2002                                                             | Belize                                                                | Belize                                                                | 7 – 1                                                                 | Nicaragua                                                             | Amichevole                                                            | 1                                                                     |                                                                       |
| 13-6-2004                                                             | Kingston                                                              | Canada                                                                | 4 – 0                                                                 | Belize                                                                | Qual. Mondiali 2006                                                   | -                                                                     |                                                                       |
| 16-6-2004                                                             | Kingston                                                              | Canada                                                                | 4 – 0                                                                 | Belize                                                                | Qual. Mondiali 2006                                                   | -                                                                     |                                                                       |
| 19-2-2005                                                             | Città del Guatemala                                                   | Guatemala                                                             | 2 – 0                                                                 | Belize                                                                | Qual. Gold Cup 2005                                                   | -                                                                     |                                                                       |
| 21-2-2005                                                             | Città del Guatemala                                                   | Belize                                                                | 0 – 4                                                                 | Honduras                                                              | Qual. Gold Cup 2005                                                   | -                                                                     |                                                                       |
| 23-2-2005                                                             | Città del Guatemala                                                   | Nicaragua                                                             | 1 – 0                                                                 | Belize                                                                | Qual. Gold Cup 2005                                                   | -                                                                     | 14’                                                                   |
| 15-6-2011                                                             | Couva                                                                 | Montserrat                                                            | 2 – 5                                                                 | Belize                                                                | Qual. Mondiali 2014                                                   | -                                                                     |                                                                       |
| 17-7-2011                                                             | San Pedro Sula                                                        | Belize                                                                | 3 – 1                                                                 | Montserrat                                                            | Qual. Mondiali 2014                                                   | -                                                                     |                                                                       |
| 2-9-2011                                                              | St. George's                                                          | Grenada                                                               | 0 – 3                                                                 | Belize                                                                | Qual. Mondiali 2014                                                   | -                                                                     |                                                                       |
| 6-9-2011                                                              | Belmopan                                                              | Belize                                                                | 1 – 2                                                                 | Guatemala                                                             | Qual. Mondiali 2014                                                   | -                                                                     |                                                                       |
| 11-10-2011                                                            | Città del Guatemala                                                   | Guatemala                                                             | 3 – 1                                                                 | Belize                                                                | Qual. Mondiali 2014                                                   | -                                                                     |                                                                       |
| 11-11-2011                                                            | Belmopan                                                              | Belize                                                                | 1 – 1                                                                 | Saint Vincent e Grenadine                                             | Qual. Mondiali 2014                                                   | -                                                                     |                                                                       |
| 15-11-2011                                                            | Kingstown                                                             | Saint Vincent e Grenadine                                             | 0 – 2                                                                 | Belize                                                                | Qual. Mondiali 2014                                                   | -                                                                     |                                                                       |
| Totale                                                                |                                                                       | Presenze                                                              | 20                                                                    |                                                                       | Reti                                                                  | 3                                                                     |                                                                       |